# جون مورتون (سائق سيارة سباق)
جون مورتون (بالإنجليزية: John Morton)‏ هو سائق سيارة سباق أمريكي، ولد في 17 فبراير 1942 في شيكاغو في الولايات المتحدة.

## روابط خارجية
- جون مورتون على موقع DriverDB.com (الإنجليزية)